# Aya Brea
Aya Brea (アヤ・ブレア, Aya Burea) est la protagoniste de la série de jeux vidéo Parasite Eve développée par Square Enix (anciennement SquareSoft). Créée par le producteur Hironobu Sakaguchi pour le jeu de rôle Parasite Eve (1998), elle est une enquêteuse de la police de New York confrontée à Eve, une entité née de mitochondries dotées de conscience cherchant à dominer toute forme de vie sur Terre. Dans la suite Parasite Eve II (1999), Aya, désormais agent du FBI, enquête sur de nouvelles activités impliquant ces mitochondries. Dans The 3rd Birthday (2010), Aya, devenue amnésique, est recrutée par l’unité Counter Twisted Investigation (CTI) pour affronter les « aberrations », des créatures engendrées par les mitochondries et ayant progressivement envahi le monde.
Tetsuya Nomura contribue largement au design d’Aya après que l’artiste initial n’a pas réussi à concrétiser la vision de Sakaguchi. Il mélange deux concepts de personnages distincts pour créer son apparence définitive. Il revient pour concevoir le design d'Aya dans les suites de Parasite Eve. Dans The 3rd Birthday, son apparence est pensée pour la rendre séduisante aussi bien auprès des hommes que des femmes, avec une part de sex-appeal.
Aya Brea est l’un des premiers exemples marquants de personnage féminin jouant un rôle central dans l’industrie du jeu vidéo, notamment grâce à son réalisme.

## Conception
Aya Brea est créée par Hironobu Sakaguchi, le producteur de Parasite Eve, et conçue par Tetsuya Nomura. À l'origine, c'est un autre artiste s'occupe de sa conception, mais les esquisses ne satisfont pas Sakaguchi, qui souhaite un personnage aux cheveux longs, à l’image d’Aeris Gainsborough de Final Fantasy VII. Le design d'Aya est alors confié à Nomura qui, à cette période, travaille également sur un autre personnage aux cheveux courts pour un projet distinct. Lors de ses travaux, un malentendu se produit et il combine accidentellement les deux designs, donnant naissance à la première apparence finale d’Aya. Le concept initial du personnage est « un mélange de force et de fragilité, ainsi que de sensualité ou de charme envoûtant ». Son design dans Parasite Eve II doit être réalisé par un autre artiste, en s’inspirant de son apparence originale. Bien que la majeure partie du design soit finalisée, l'artiste quitte le projet en cours de développement. Comme le modèle 3D est déjà créé, Nomura intervient pour finaliser le design, tout en préservant le travail déjà accompli et en y apportant sa touche personnelle.
Nomura reprend son poste de designer pour Aya et Eve Brea dans le spin off The 3rd Birthday. Alors que son intention de départ est de ne concevoir que ces deux personnages, il conçoit finalement l'entièreté de ceux-ci.

## Apparitions
Aya Brea nait à Boston dans le Massachusetts le 20 novembre 1972. Elle est métisse : son père est d'origine européenne et sa mère, Mariko, est japonaise. Aya a une grande soeur nommée Maya ; cette dernière et leur mère décèdent dans un accident de voiture en décembre 1977. À un très jeune âge, Aya et Maya sont les sujets des expériences maléfiques du Dr Hans Klamp. Après la mort de Maya, ses organes sont préservés, ce qui permet à Aya de recevoir une de ses cornées par transplantation en 1986. À la même période, un des reins de Maya est transplanté dans le corps d'une jeune fille nommée Melissa Pearce, qui était aussi un sujet d'expérience de Klamp. Les mitochondries de Maya commencent alors à modifier la structure génétique d'Aya et de Melissa. Dans sa jeunesse, Aya étudie la criminologie à l'université de Virginie, et s'y implique dans le programme d'entraînement ROTC. Elle devient par la suite enquêteuse au 17ème precinct de la police de New York, où elle entretient une relation semblable à celle d'un père et d'une fille avec l'enquêteur Daniel « Bo » Dollis, son partenaire et mentor.
Après seulement six mois à la police, Aya se retrouve impliquée dans un événement catastrophique. Tout commence le 24 décembre 1997, lorsqu’elle assiste à un opéra au Carnegie Hall. Le rôle principal est tenu par Melissa Pearce, mais durant le spectacle, les mitochondries avancées de Maya, qui étaient en sommeil en Melissa depuis onze ans, s’éveillent et la transforment en Eve mitochondriale. Sa première action contre l’humanité sera de provoquer la combustion spontanée de tous les spectateurs du Carnegie Hall, à l’exception d’Aya, qui s’avère immunisée contre cet effet. Durant les six jours qui suivent, Aya combat Eve et les créatures qu’elle a engendrées, connues sous le nom de Créatures Néo-Mitochondriales (NMC), à travers tout Manhattan, tout en développant d’étranges pouvoirs. Elle découvre plus tard qu’elle possède également les mitochondries de Maya, qui lui ont été transférées lors d’une greffe de cornée. Toutefois, contrairement à Melissa, ces mitochondries ne parviennent pas à la contrôler en raison de l’évolution de ses noyaux cellulaires. Aya s’allie à la marine américaine pour détruire une souche de mitochondries en évolution rapide menaçant d’asservir l’humanité. Finalement, elle affronte et vainc Eve dans un ultime combat sur Liberty Island. Avec l’aide de Daniel et Kunihiko Maeda, un scientifique japonais, elle parvient également à détruire l’Être Ultime engendré par Eve, devenant ainsi une héroïne aux yeux du gouvernement. À la fin du jeu, Aya et ses amis tentent de compenser leur réveillon de Noël gâché en retournant à l’opéra du Carnegie Hall. Sur place, Aya entre en communion avec les mitochondries des spectateurs dont les yeux se mettent à briller en rouge, laissant l’issue de l’histoire ambiguë. Cependant, si le joueur explore le Chrysler Building et bat Eve Purebred, Aya perd ses pouvoirs mitochondriaux, sauvant ainsi le public et l’humanité tout entière.
Quelques mois après l'incident de Manhattan, Aya quitte la police et rejoint une nouvelle branche du FBI, appelée MIST (Mitochondrion Investigation and Suppression Team), basée à Los Angeles et spécialisée dans la traque et l’élimination des NMC restants. En tant qu’agent du MIST, elle travaille toujours seule en raison de ses pouvoirs. Bien qu’elle choisisse de ne pas les utiliser, elle ne peut complètement les cacher : elle ne tombe jamais malade et semble plus jeune que son âge biologique, ses mitochondries éveillées trouvant avantageux d’habiter un hôte jeune et en bonne santé. Début septembre 2000, Aya suit une piste qui la mène à la petite ville de Dryfield, dans le désert de Mojave. Là, elle fait la rencontre de Kyle Madigan, un détective privé du Texas, avec qui elle noue un partenariat. Ensemble, ils découvrent l’existence d’une installation gouvernementale secrète appelée Neo-Ark, où des scientifiques utilisent l’ADN d’Aya pour créer des Créatures Néo-Mitochondriales Artificielles (ANMC). Pour les contrôler, Neo-Ark soumet une jeune fille nommée Eve – un clone d’Aya – à un lavage de cerveau. En apprenant que cette Eve ainsi que les ANMC ont été créés à partir de son propre ADN, Aya se sent obligée de sauver une nouvelle fois l’humanité du destin funeste qui l'attend. Après la destruction de Neo-Ark, Aya quitte le MIST et prend Eve sous son aile, développant avec elle un lien maternel et fraternel. Son ami Rupert Broderick, désormais directeur du MIST (le précédent, Eric Baldwin, ayant été arrêté pour trahison après s’être révélé être une taupe du gouvernement de l’ombre), fait en sorte que le profil d'Eve indique qu'elle est officiellement la sœur d’Aya. Kyle Madigan, qui avait disparu après les événements de Neo-Ark, réapparaît et retrouve Aya et Eve à New York.
Dans The 3rd Birthday, bien qu'elle ait la trentaine bien entamée, Aya semble toujours aussi jeune en raison de ses mitochondries éveillées. Cela fait d’elle la seule candidate viable pour le « saut astral », qui permet de voyager dans le passé et de transférer son esprit dans d’autres corps. Cependant, Aya a perdu la mémoire dans des circonstances inconnues, ce qui a profondément changé sa personnalité par rapport aux deux premiers jeux Parasite Eve : elle est désormais plus vulnérable et combat pour des raisons non divulguées. Grâce au saut astral, Aya devient l’arme secrète de l’humanité contre une nouvelle menace appelée les « aberrations » (Twisted). En utilisant une machine développée par le Counter Twisted Investigation (CTI), elle retourne deux ans en arrière, à l’époque de l’apparition des aberrations. À la fin du jeu, il est révélé que la véritable Aya a été détruite par sa propre sœur Eve lors d’un événement appelé l'Instant Zéro, qui s’est déroulé le jour de son mariage avec Kyle Madigan en 2010. Eve avait tenté de la sauver mais a accidentellement déclenché le transfert de conscience via le saut astral, ce qui a mené à la création des aberrations. Aya et Eve ont alors échangé leurs corps, et Eve, désormais dans le corps d’Aya, a tiré sur cette dernière pour empêcher la naissance des aberrations. La scène finale montre Eve dans le corps d’Aya rencontrant une femme mystérieuse à la voix similaire à la sienne, tandis que Kyle déclare qu’il part à la recherche d’Aya.

## Accueil et impact culturel
« J'aimerais prendre un moment pour exprimer ma vive objection à ce qu'est devenu le personnage d'Aya Brea. Je suis une grande fan du premier Parasite Eve, et Aya est l'une des principales raisons pour lesquelles ce jeu reste parmi mes préférés de tous les temps. Elle faisait partie des rares héroïnes de jeu vidéo à paraître totalement réaliste. Tout en elle était crédible pour son rôle d'enquêteuse du NYPD, de sa tenue vestimentaire pratique à sa détermination sans faille et son courage. Elle était sexy aussi, et lorsque l'Eve mitochondriale a soudainement attaqué l'opéra auquel elle assistait au Carnegie Hall, elle a tout de même réussi à abattre ses ennemis tout en portant une robe et des talons. Mais bien sûr, elle s'est changée en jeans et t-shirt/veste dès qu'elle a pu, parce que c'est ce qu'il y a de plus logique quand on part au combat. Dans un jeu qui parle de mitochondries conscientes essayant de supplanter la race humaine, Aya Brea était aussi ancrée dans la réalité qu'un personnage pouvait l'être.
Inutile de dire que j'ai été déçue quand Parasite Eve II l'a transformée en une caricature hypersexualisée, armée d'une mitrailleuse et vêtue d'une minijupe, avec en prime une scène de douche. The 3rd Birthday pousse le ridicule encore plus loin : ses vêtements destructibles sont particulièrement cringe, sa fesse gauche restant exposée en permanence à moins de payer sans arrêt pour les réparer. Son personnage a non seulement été dépouillé de ses vêtements, mais aussi de sa personnalité : elle est désormais réduite à une exécutante docile qui suit les ordres sans broncher.
L’introduction d’Aya Brea dans Parasite Eve s’inscrit dans une tendance des années 1990 qui voit l’émergence de plusieurs jeux vidéo mettant en avant des personnages féminins forts ; selon la chercheuse Stephanie Vie, il est possible que cette tendance ait contribué à l’augmentation du nombre de femmes jouant régulièrement aux jeux vidéo. Le journaliste Brett Elston de GamesRadar envisage qu'Aya — une inspectrice de police blonde qui porte des vêtements normaux et a une propension à s'attirer des ennuis d'ordre supernaturel — ait inspiré J.J. Abrams lors de la création du personnage d’Olivia Dunham pour la série télévisée Fringe.
Pour Kimberley Wallace et Elise Favis de Game Informer, Aya Brea est un des premiers exemples d'héroïne rafraîchissante dans un RPG japonais. Elles soulignent sa bravoure et son indépendance dès la première scène emblématique de l’opéra, alors qu'elle est plongée dans un chaos total. Kimberley Wallace cite également Aya Brea dans une liste des « meilleurs personnages féminins de RPG » publiée sur le site RPGFan : « C'est une femme qui prend son destin en mains. Elle est passionnée, courageuse et dévouée. » Nicholas Gatewood de PlayStation Lifestyle compare favorablement Aya à Lightning de Final Fantasy XIII en ces termes : « L'héroïne, Aya Brea, est un bon exemple de personnage féminin fort, dépourvu d'inepties du style « girl power » ou de dureté artificielle imposée par les scénaristes pour la faire paraître forte. » Bounthavy Suvilay estime que « la série des Parasite Eve permet d'incarner une héroïne alliant beauté et puissance dans un corps d'apparence fragile. »
Ashley Oh de Polygon note qu'« à aucun moment Aya n’a de compagnon en jeu. Du début à la fin c’est elle seule face à l’adversité » ; elle ajoute : « J’adore le fait que, entre deux jeux de Square avec des pierres magiques brillantes et des invocations d’esprits, on ait tout à coup Aya, une enquêteuse de la police de New York. Elle n’est pas issue d'une famille royale, elle ne possède pas de pouvoirs magiques, et elle n'est pas « l’élue ». Aya est simplement Aya. Elle ne correspond à aucun des archétypes féminins classiques du jeu vidéo, qu’il s’agisse de l’hypersexualisation, du rôle de demoiselle en détresse ou d'une envie débordante d' « être l’un des gars ». Je m’attendais à ce qu'elle ait un côté bourru pour compenser le fait qu’elle soit l’une des seules femmes du commissariat, mais elle fait preuve au contraire de calme et de détermination. Elle parle peu tout au long du jeu, et avec le temps, j’ai trouvé cette discrétion réconfortante, presque méditative, tandis que j’explorais les dédales de parcs ou d'hôpitaux. »
Kevin Schaller de Game Revolution souligne qu'« Aya a prouvé qu'un protagoniste féminin de jeu vidéo peut être fort et réaliste, se démarquant ainsi d'une Lara Croft dont la poitrine disproportionnée aurait déjà dû lui causer des problèmes de dos ». En cela, Aya a ouvert la voie à des personnages comme Jade de Beyond Good & Evil et Alyx Vance d'Half-Life 2.
Carolyn Gudmundson de GamesRadar+, dans sa critique de The 3rd Birthday, exprime sa colère face à ce qu'est devenue Aya au fil des épisodes de la série, regrettant la perte de son réalisme et de sa personnalité forte au profit d'une hypersexualisation exagérée.